# Edsel Bermuda

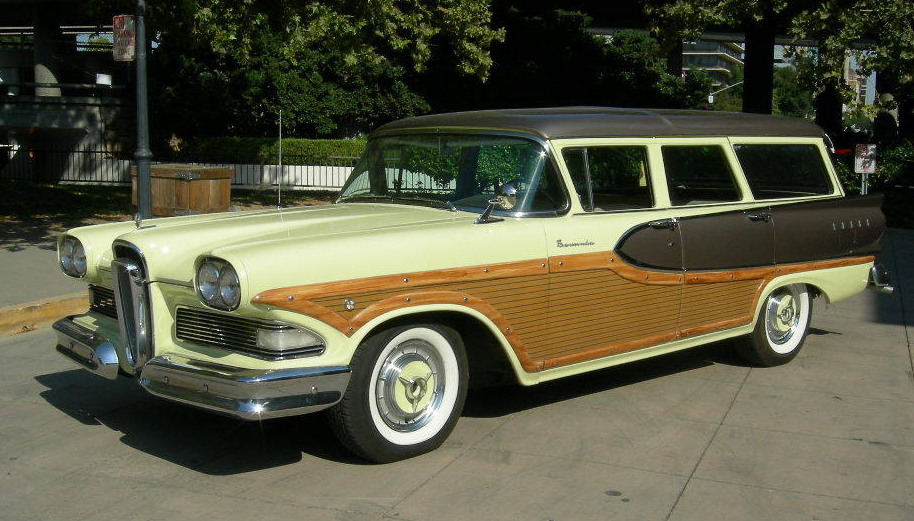
Edsel Bermuda Wagon

Edsel Bermuda var en amerikansk bilmodell och den lyxigaste av de tre olika utförandena av stationsvagnar som bilmärket Edsel inom Mercury-Edsel-Lincoln-divisionen producerade för Ford Motor Company i USA under modellåret 1958. Bermuda baserades i likhet med sina systermodeller Edsel Roundup och Edsel Villager på ett kortare chassi som även användes på Ford av modellerna Ranch Wagon, Country Sedan och Country Squire. Även karosstommen delades med fyrdörrarsmodellen Ford Country Sedan.
Bermuda var en fyrdörrars kombi i två utföranden försedd med träimitation på karossidorna men i övrigt med samma kromutsmyckning och lister som Edsel Ranger frånsett sina speciella bakljus formade som en bumerang. Bilen hade en inpressning (”scallop”) på bakskärmarna som antingen lackerades i bilens kulör eller i en avvikande kulör tillsammans med taket.
Produktionen av Bermuda upphörde under sommaren 1958.

## Tekniska data
Chassit var ett rambygge av traditionellt bakhjulsdrivet amerikanskt snitt. Hjulupphängningen bak var försedd med stel bakaxel och bladfjädring samt en individuell kulledsförsedd framvagn. Som drivkälla användes som standard en bensindriven V8-motor på 361 kubiktum som var försedd med en fyrports Holleyförgasare. Kraftöverföringen var en 3-växlad manuell växellåda som standard som dock antingen kunde extrautrustas med överväxel (”overdrive”) eller ersättas av samma trestegs automatiska växellåda som manövrerades med hjälp av tryckknappar placerade i rattcentrumet (”Teletouch”) som satt som standard i de lyxigare modellerna av Edsel.

## Tillverkning
All tillverkning av Bermuda skedde vid de tre sammansättningsfabrikerna i Mahwah, New Jersey och San Jose, California samt Louisville, Kentucky.
Totalt uppskattas 2 235 bilar av modellen Bermuda ha tillverkats.
| Kod    | Karosstyp         | Antal |
| 79 B   | 9-passenger Wagon | 779   |
| 79 D   | 6-passenger Wagon | 1 456 |
| Totalt | Bermuda           | 2 235 |
| ------ | ----------------- | ----- |

## Övrigt
Cirka ett 50-tal Edsel 58:or såldes nya i Sverige, men sannolikt inte en enda stationsvagn. De enstaka fordon som idag rullar här är resultatet av import av begagnade bilar från mitten av 1970-talet och framåt.

### Fotnoter
1. ↑  Den angivna vikten kommer från en källa som redogör för av den amerikanska bilförsäljarorganisationen NADA ursprungligen angivna termen Curb Weight vilket med undantag för 75 kg inräknad för föraren motsvarar den svenska termen tjänstevikt. För att få fram tjänstevikten har alltså dessa 75 kg lagts till, vilket förklarar eventuella avvikelser från andra källor.
2. ↑  Modellen fanns antingen som sexsitsig (karosskod ”79D”) eller niositsig (karosskod ”79B”)
3. ↑  De bumerangformade bakljusen på Edsel –58 stationsvagnar vår något problematiska på så sätt att på avstånd framstod en blinkning till höger som en pil pekande ned åt vänster och vice versa
4. ↑  Färgtillvalet ”Tri-tone”, vilket innebar att karossen, taket och pressningen på bakskärmarna var lackerade i tre sinsemellan olika kulörer, fanns inte att få på stationsvagnarna
5. ↑  Uppskattningsvis över 90 % av Bermuda-bilarna var utrustade med ”Teletouch”
6. ↑  I Mahwah producerades förseriebilar av Edsel från maj 1957 till årsskiftet 1957/58 och dessa bilar var märkta med bokstaven "E" i chassinumret
7. ↑   I San Jose producerades Edsel från juni 1957 till februari 1958 och dessa bilar var märkta med bokstaven "R" i chassinumret.
8. ↑  I Louisville pågick produktionen längst och bilar härifrån var märkta med bokstaven "U" i chassinumret